# Orobias

Mapa de Eubea con la ubicación de algunas de sus principales ciudades en la Antigüedad. Orobias se ubicaba en la parte septentrional de la isla.

Orobias (en griego antiguo: Όρόβιαι) es el nombre de una antigua ciudad griega de Eubea. El gentilicio es orobieos (Όροβιεύς).
La ciudad se encontraba en la costa noroeste de Eubea, en el territorio de Histiea-Óreo, frente a Lócride Opuntia. En una época en que se sucedían terremotos en Grecia, en el año 426 a. C., el mar se encrespó y las olas llegaron a destruir la ciudad. Murieron todos aquellos que no se pusieron a salvo en lugares altos.
Según Estrabón, estaba cerca de Egas y allí había un oráculo especialmente infalible, de Apolo Selinuntio. En el transcurso del siglo IV o del III a. C., pasó de ser una polis dependiente de Óreo a ser un demo (aldea) de esta, igual que Atenas Diades, Dío y Posideion.
Se han hallado escasos restos de Orobias en las cercanías de Paleochora. Sobre todo se han encontrado fragmentos de cerámica del siglo IV a. C. en Ágios Ilias, al norte de la población de Roviés.